# 宝兴棱子芹
宝兴棱子芹（学名：Pleurospermum davidii）为伞形科棱子芹属的植物，为中国的特有植物。分布于中国大陆的云南、西藏、四川等地，生长于海拔3,200米至4,000米的地区，多生于山坡草地，目前尚未由人工引种栽培。